# 65. изложба УЛУС-а (1981)
Шездесет пета изложба УЛУС-а (1981) је одржана на четири локације. У периоду од 7. до 21. априла 1981. године изложба је одржана  у галеријском простору Удружења ликовних уметника Србије односно у Уметничком павиљону "Цвијета Зузорић", у Београду. У периоду од 29. јуна до 11. јула изложба је постављена у Народном музеју, у Зајчару, од 15. до 29. јула у Народном музеју, у Крагујевцу, и у периоду од 3. до 17. јула изложба се одржавала у Прокупљу, у Народном музеју Топлице.

## О изложби
Удружење ликовних уметника Србије ову изложбу посвећује четрдесетогодишњици устанка и социјалистичке револуције народа и народности Југославије у СР Србији.
На овој изложби су додељене следеће награде:
- Златна палета - Драган Добрић (сликар)
- Златна игла - Бранимир Карановић
- Златно длето - Славољуб Цаја Радојчић

## Излагачи

### Сликарство

#### Први део:
1. Мирјана Анђелковић
2. Миладин Аничић
3. Милија Белић
4. Бошко Бекрић
5. Михаил Беренђија
6. Соња Бриски
7. Љиљана Бурсаћ
8. Здравко Вајагић
9. Јоана Вулановић
10. Бошко Вукашиновић
11. Матија Вучићевић
12. Рудолф Габерц
13. Александар Гајић (сликар)
14. Горан Гвардиол
15. Оливера Грбић
16. Винко Грдан
17. Вјера Дамјановић
18. Фатима Дедић Рајковић
19. Предраг Димитријевић
20. Драган Добрић (сликар)
21. Дуња Докић
22. Предраг Драговић
23. Милутин Драгојловић
24. Веселин Драшковић
25. Марио Ђиковић
26. Заре Ђорђевић
27. Петар Ђорђевић
28. Слободан Ђуричковић
29. Радивоје Ђуровић
30. Миленко Жарковић
31. Владета Живковић (сликар)
32. Синиша Жикић
33. Јован Р. Зец
34. Светлана Златић
35. Јордан Ерчевић
36. Дејан Илић (сликар)
37. Владимир Јанковић
38. Љубодраг Јанковић Јале
39. Драгољуб Јелисијевић
40. Милена Јефтић Ничева
41. Душан Јовановић (сликар)
42. Милан Јовановић (сликар)
43. Драгана Јовчић
44. Божидар Каматовић
45. Слободан Каштаварац
46. Слободан Клашников
47. Никола Клисић
48. Драгослав Кнежевић
49. Милутин Копања
50. Коста Кривокапић
51. Јован Крижек
52. Велизар Крстић
53. Радмила Крстић Николић
54. Јован Кукић
55. Грујица Лазаревић
56. Драгомир Лазаревић
57. Радмила Лазаревић
58. Недељко Лампић
59. Светолик Лукић
60. Снежана Маринковић (сликарка)
61. Весна Марковић
62. Војислав Марковић
63. Мома Марковић
64. Надежда Марковић
65. Вукосава Мијатовић Теофановић
66. Весна Мијачика
67. Радослав Лале Миленковић
68. Владимир Милић (сликар)
69. Драган Милошевић (сликар)
70. Бранимир Минић
71. Момчило Митић
72. Мирјана Митровић (сликарка)
73. Ева Мрђеновић
74. Миодраг Нагорни
75. Зоран Настић
76. Мирјана Николић Пећинар
77. Лепосава Ст. Павловић
78. Ружица-Беба Павловић
79. Звонимир Петковић
80. Милица Петровић
81. Миодраг Д. Петровић
82. Миодраг Петровић
83. Зоран Петрушијевић
84. Љиљана Петрушијевић
85. Божидар Плазинић
86. Владимир Попин
87. Тамара Поповић Новаковић
88. Вишња Постић
89. Божидар Продановић
90. Светлана Раденовић
91. Невенка Рајковић
92. Борислав Ракић
93. Слободанка Ракић
94. Даница Ракиџић Баста
95. Јован Ракиџић
96. Владанка Рашић
97. Владимир Рашић
98. Сања Рељић (сликарка)
99. Гордана Ристић
100. Мирослав Савић (сликар)
101. Оливера Савић (сликарка)
102. Федор Соретић
103. Слободан Сотиров
104. Петар Спасић
105. Десанка Станић
106. Бранислава Станичић
107. Бранко Станковић
108. Милан Сташевић
109. Радмила Степановић
110. Жарко Стефанчић
111. Миливоје Стоиљковић
112. Стеван Стојановић (сликар)
113. Миљан Тихојевић
114. Вјекослав Ћетковић
115. Милорад Ћирић
116. Халко Хилиловић
117. Божидар Чогурић
118. Добрила Џоџо Поповић
119. Хелена Шипек
120. Босиљка Шипка
121. Марина Шрајбер

#### Други део:
1. Миладин Аничић
2. Соња Бриски
3. Јоана Вулановић
4. Александар Гајић (сликар)
5. Вјера Дамјановић
6. Предраг Димитријевић
7. Слободан Ђуричковић
8. Светлана Златић
9. Драгана Јовчић
10. Божидар Каматовић
11. Велизар Крстић
12. Грујица Лазаревић
13. Радмила Лазаревић
14. Снежана Маринковић (сликарка)
15. Надежда Марковић
16. Вукосава Мијатовић Теофановић
17. Весна Мијачка
18. Бранимир Минић
19. Момчило Митић
20. Ева Мрђеновић
21. Миодраг Нагорни
22. Зоран Настић
23. Божидар Плазинић
24. Владимир Попин
25. Тамара Поповић Новаковић
26. Вишња Постић
27. Божидар Продановић
28. Борислав Ракић
29. Даница Ракиџић
30. Владимир Рашић
31. Федор Соретић
32. Слободан Сотиров
33. Петар Спасић
34. Бранислава Станичић
35. Милан Сташевић
36. Радмила Степановић
37. Миливоје Стоиљковић

### Вајарство

#### Први део:
1. Славе Ајтоски
2. Божидар Бабић
3. Миливоје Бабовић
4. Милан Бесарабић
5. Оскар Бербеља
6. Венија Вучинић Турински
7. Стеван Дукић (сликар)
8. Миломир Јевтић
9. Боривоје Којић
10. Антон Краљић
11. Душан Марковић
12. Милан Марковић (сликар) (сликар)
13. Дубравко Милановић
14. Момчило Миловановић
15. Зора Михаиловска Видрић
16. Борислава Недељковић
17. Владислав Петровић
18. Мице Попчев
19. Славољуб Радојчић
20. Балша Рајчевић
21. Мирољуб Стаменковић
22. Томислав Тодоровић
23. Иван Фелкер
24. Јосиф Хрдличка

#### Други део:
1. Божидар Бабић
2. Миливоје Бабовић
3. Милан Бесарабић
4. Душан Марковић
5. Милан Марковић (сликар)
6. Дубравко Милановић
7. Момчило Миловановић
8. Владислав Петровић
9. Мице Попчев
10. Иван Хелкер

### Графика и цртеж

#### Први део:
1. Љиљана Блажеска
2. Биљана Вуковић
3. Милица Вучковић
4. Душан Гавела
5. Александар Горбунов
6. Миливој Грујић Елим
7. Драго Дошен
8. Емир Драгуљ
9. Живко Ђак
10. Момчило Ђенић
11. Душан Ђокић (сликар)
12. Радомир Ђокић
13. Милица Жарковић
14. Милан Жунић
15. Небојша Јехличка
16. Гордана Јоцић
17. Бранимир Карановић
18. Емило Костић
19. Гордан Крчмар
20. Сузана Кубинец
21. Слободан Манојловић
22. Зоран Марјановић (сликар)
23. Бранислав Марковић (сликар)
24. Предраг Марковић (сликар)
25. Мирјана Мартиновић
26. Велимир Матејић
27. Душан Матић (сликар)
28. Душан Микоњић
29. Славко Миленковић
30. Олга Милић
31. Бранко Миљуш
32. Савета Михић
33. Владан Мицић
34. Мирко Најдановић
35. Борислава Недељковић Продановић
36. Властимир Николић
37. Вукица Обрадовић Драговић
38. Славиша Панић
39. Ђорђе Поповић
40. Слободан Поповић (сликар)
41. Ставрос Попчев
42. Ана Ристић
43. Славко Ристић
44. Душан Русалић
45. Вера Симић
46. Радош Стевановић
47. Глигор Стеванов
48. Мирко Стефановић
49. Добри Стојановић
50. Љиљана Стојановић
51. Слободан Стојиловић
52. Невенка Стојсављевић
53. Слободанка Ступар
54. Предраг Суботић
55. Зорица Тасић
56. Станка Тодоровић
57. Милан Томић (сликар)
58. Јелена Трпковић
59. Сенадин Турсић
60. Драган Цоха

#### Други део:
1. Љиљана Блажеска
2. Милица Вучковић
3. Душан Габела
4. Миливој Грујић Елим
5. Живко Ђак
6. Момчило Ђенић
7. Душан Ђокић (сликар)
8. Небојша Јехличка
9. Бранимир Карановић
10. Емило Костић
11. Мирјана Мартиновић
12. Савета Михић
13. Вукица Обрадовић Драговић
14. Слободан Поповић (сликар)
15. Душан Русалић
16. Љиљана Стојановић
17. Слободанка Ступар
18. Јелена Трпковић
19. Сенадин Турсић
20. Драган Цоха